# Friedensgericht Büren
Das Friedensgericht Büren war von 1807 bis 1815 ein Friedensgericht im Königreich Westphalen mit Sitz in Büren (Westfalen).

## Geschichte
Büren gehörte im HRR zum Hochstift Paderborn und war dort Sitz eines Gogerichtes. Im Rahmen des Reichsdeputationshauptschlusses kam das Hochstift an Preußen. Im Januar 1805 wurde das Gogericht aufgehoben und stattdessen in Büren ein Justizamt errichtet, wozu die Stadt und Herrschaft Büren, das ganze Sendfeld, das Amt Wünnenberg sowie die Dorfschaften Haaren, Helmern, Obern und Niederntudorf, Salzkotten, Upsprunge, Gross und Klein Verne gehörten. Daneben bestanden Patrimonialgerichte.
Aufgrund des Friedens von Tilsit wurde das Gebiet Teil des Königreichs Westphalen. Hier wurde das Justizwesen nach französischem Vorbild völlig neu geordnet: Das Land wurde ohne Rücksicht auf die historischen Einteilungen in Departements und Kantone eingeteilt. Für jedes Departement wurde ein Tribunal und für jeden Kanton ein Friedensgericht geschaffen. Die Patrimonialgerichtsbarkeit wurde aufgehoben. So entstand das Friedensgericht Büren für den Kanton Büren im Sprengel des  Tribunals Paderborn, welches für den Distrikt Paderborn zuständig war. Nach der Völkerschlacht bei Leipzig 1813 brach das Königreich Westphalen zusammen, und Preußen nahm das Gebiet wieder in Besitz. Zunächst einmal wurde das Friedensgericht weitergeführt und dann 1815 durch das Land- und Stadtgericht Büren ersetzt.

## Richter
- Ignatz Spancken (auch Spanken) (* 1. August 1770; † 8. September 1855), Friedensrichter des Kantons Büren von 1808 bis 1815, Besitzer des Spanckenhofs